# Хуфнагель, Йорис

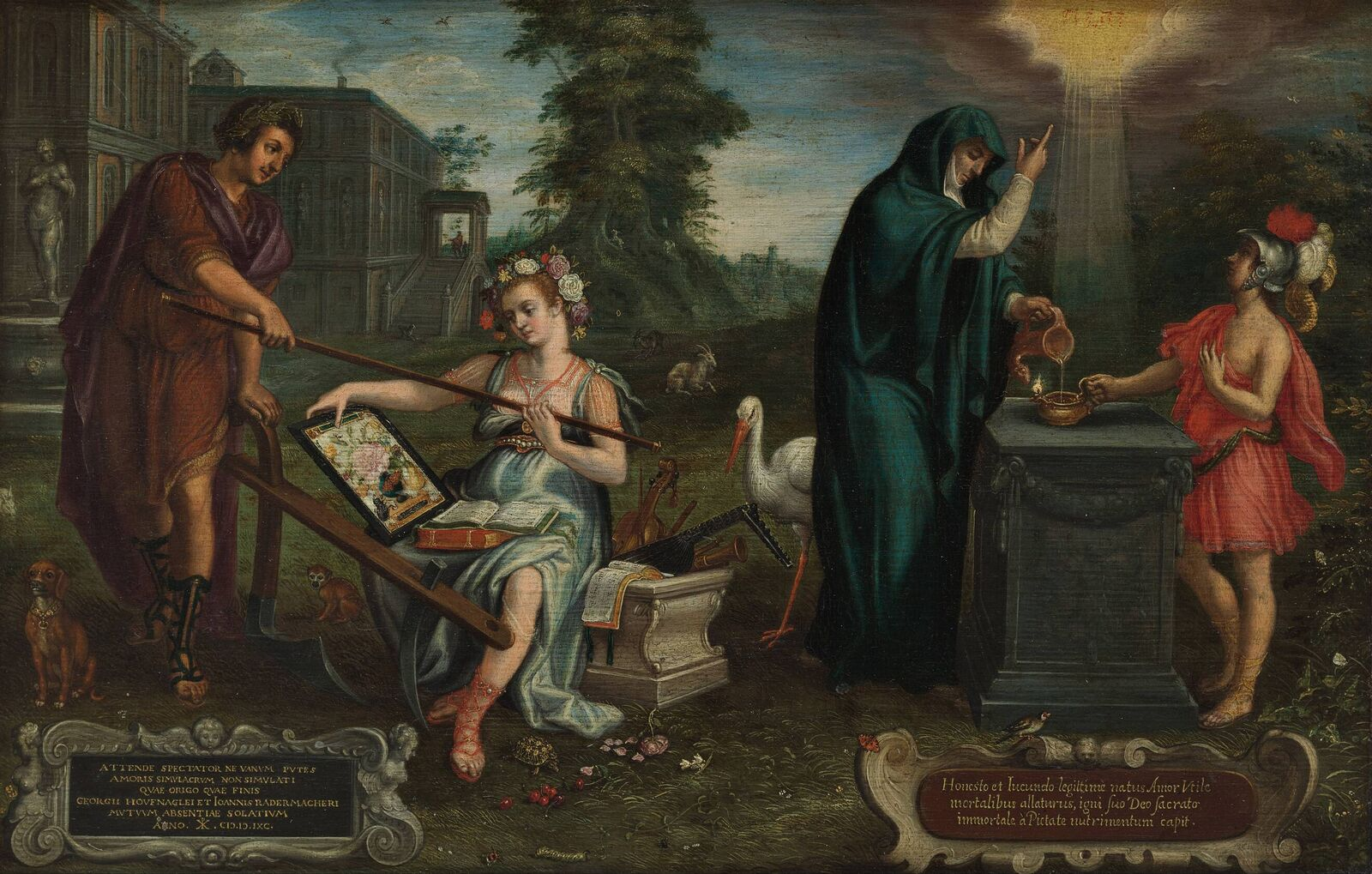
Аллегория дружбы художника и Иоанна Радермахера. 1589. Дерево, масло. Музей Бойманса — ван Бёнингена, Роттердам

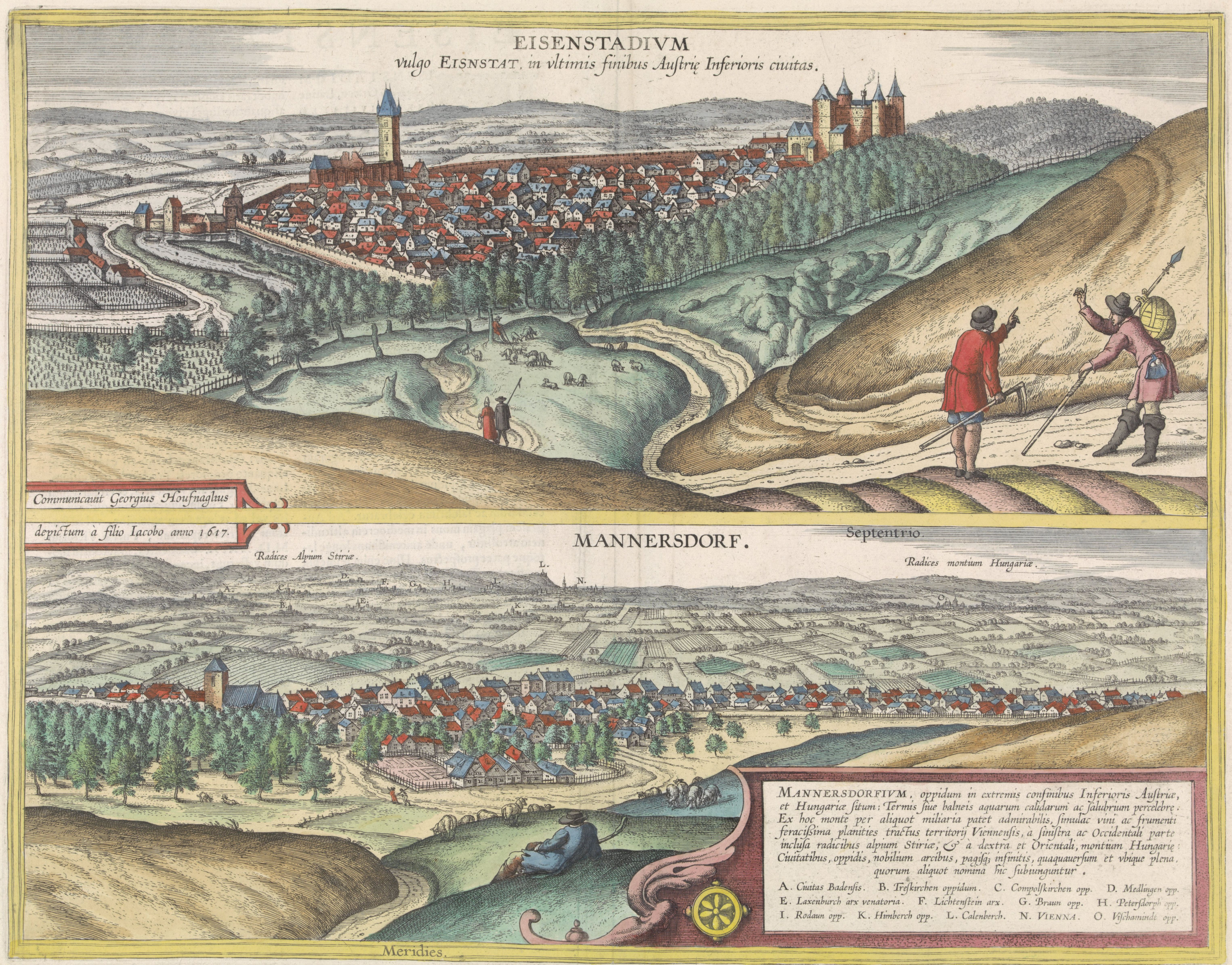
Вид на Айзенстад; вид на Маннерсдорф. Офорт, раскраска акварелью. Из издания «Civitates Orbis Terrarum», 1572—1680

Йорис Хуфнагель, или Георг Хофнагель (нидерл. Joris Hoefnagel, нем. Georg Hoefnagel; 1542, Антверпен — 24 июля 1601, Вена) — фламандский художник: рисовальщик, гравёр, миниатюрист, антиквар и торговец произведениями искусства. Известен иллюстрациями естественнонаучных трактатов, топографическими видами, иллюминациями книжных изданий. Он был одним из последних иллюстраторов рукописей и внёс крупный вклад в развитие «научного натурализма» географических и ботанических атласов, оказав существенное влияние на эту область графики следующего поколения мастеров.

## Биография
Йорис Хуфнагель был сыном Якоба Хофнагеля, торговца ткаными коврами, бриллиантами и предметами роскоши, и его жены Элизабет Везелер, дочери мастера монетного двора в Антверпене Йориса Везелера. Поскольку его отец, вероятно, хотел, чтобы он занялся семейным бизнесом, он получил всестороннее гуманистическое образование. Йорис говорил, помимо родного голландского, ещё на нескольких языках, умел писать стихи и играть на различных музыкальных инструментах. В одной из своих работ Хуфнагель назвал себя художником-самоучкой. Однако, по словам раннего фламандского биографа Карела ван Мандера, свои первые уроки искусства он получил от Ханса Бола, вероятно, в период 1570—1576 годов, прежде чем он навсегда покинул Антверпен. Ханс Бол, вероятно, познакомил Хофнагеля с миниатюрной живописью, хотя это обучение не подкреплено документально.
Йорис Хуфнагель с 1560 по 1562 год жил во Франции, посещал университеты Буржа и Орлеана. Здесь он, вероятно, сделал свои первые пейзажные рисунки. В 1563 году он был вынужден покинуть Францию из-за религиозных волнений и вернулся в Антверпен. Вскоре после этого он уехал в Испанию, где проживал с 1563 по 1567 год. Он делал различные зарисовки мест Испании, и особенно его восхищала Севилья, главный колониальный торговый порт Испании, где он мог увидеть множество экзотических животных и растений. Йорис вернулся в Антверпен в 1567 году. В следующем году он отправился в Англию и несколько месяцев прожил в Лондоне, где подружился с местными фламандскими коммерсантами. Вернувшись в Антверпен в 1569 году, Йорис Хуфнагель в 1571 году женился на Сюзанне ван Онхем, а в 1573 году у супругов родился сын по имени Якоб, который также стал художником.
После разграбления Антверпена испанскими войсками во время Восьмидесятилетней войны в 1576 году Йорис Хуфнагель, как и многие другие, покинул родной город. В 1577 году он путешествовал в сопровождении своего друга картографа Абрахама Ортелия вдоль Рейна через Франкфурт-на-Майне, Аугсбург и Мюнхен в Венецию и Рим, а также на юг из Рима в Неаполь.
Меценат Ханс Фуггер и врач Адольф Окко, с которыми он познакомился в Аугсбурге, порекомендовали его герцогу Баварии Альберту V. Герцог был впечатлён миниатюрами Хуфнагеля и пообещал ему должность придворного художника. В Риме Хуфнагель был представлен кардиналу Алессандро Фарнезе. Кардинал, видя способности художника, также предложил ему в 1578 году должность придворного миниатюриста. Однако Хуфнагель решил занять должность при герцогском дворе в Мюнхене. Он прожил в Мюнхене около восьми лет и работал при дворе баварских герцогов Альберта V и Вильгельма V. Он также выполнял заказы от Фуггера и семьи Эсте из Феррары. Между тем он работал в Инсбруке при дворе эрцгерцога Фердинанда II. Он также продолжал собирать и продавать рисунки старых мастеров.
Как кальвинист, он был вынужден покинуть Мюнхен в 1591 году, когда все члены двора должны были заявить о своей приверженности католической вере. Хуфнагель отказался это сделать. Он уехал в 1594 году в Прагу к императору Рудольфу II Габсбургу. Последние годы своей жизни вместе с сыном Якобом он работал в Вене, но регулярно бывал в Праге. Его брат Даниэль Хуфнагель также жил в Вене.

## Творчество

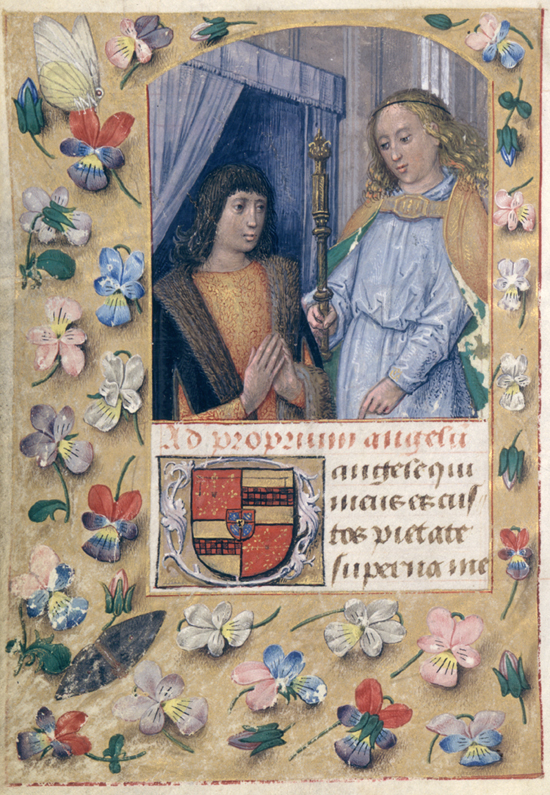
Миссал (часослов) Филиппа Клевского. Маргиналии (оборотная сторона, рисунки на полях) мс. IV 40, л. 121 Йориса Хуфнагеля. 1485. Королевская библиотека, Брюссель

Хуфнагель был разносторонним художником. Он известен пейзажами, рисунками эмблем, миниатюрами, орнаментами-гротесками, топографическими рисунками, мифологическими и аллегорическими композициями. Его произведения оказали значительное влияние на развитие голландского натюрморта, декоративной и научной графики.
Хуфнагель сделал много пейзажных рисунков во время своих путешествий по Европе. В поездке по Англии он выполнял рисунки и акварели с видами королевских дворцов, таких как Виндзорский замок; они считаются одними из самых ранних реалистических пейзажных акварелей в Англии. Многие рисунки послужили моделями для гравюр изданий «Theatrum orbis terrarum» Ортелия (1570) и «Civitates orbis terrarum» Брауна (Кёльн, 1572—1618). «Атлас государств мира» (Civitates orbis terrarum) в шести томах был самым обширным географическим атласом своего времени. Хуфнагель периодически работал над «Civitates» всю свою жизнь и, возможно, выступал в качестве посредника, заказывая некоторые гравюры другим художникам. Он сам выполнил более шестидесяти иллюстраций, в том числе различные виды Баварии, Италии и Богемии. Он оживлял гравюры маньеристской фантазией и остроумием, используя эффектные перспективы и орнаментальные картуши.
Его сын Якоб переработал в 1617 году эскизы отца для шестого тома «Civitates» с видами европейских городов, вышедшего в Кёльне в 1618 году. Виды представлены в перспективе и лишь в некоторых случаях изометричны, они выделяются особым вниманием к точному изображению территории, ландшафта, дорожных условий, а также силой наблюдения и ясностью интерпретации. В Англии Хофнагель также сделал серию символических рисунков под названием «Терпение» (полное название: Traité de la Patience, Par Emblêmes Inventées et desinées par George Hoefnagel à Londres, L’an 1569), в которых основное внимание уделяется темам терпения и страдания. Жанровый характер произведения предвосхитил более поздние книги-эмблемы Нидерландов. «Patientia» также отражала влияние неостоической философии, которая была популярна в кругу антверпенского издателя Христофора Плантена. Книга сохранилась в рукописном виде и датирована 1569 годом. Рукопись хранится в Муниципальной библиотеке Руана, Франция.
Хуфнагель из всех «рудольфинцев» пражского императорского двора был самым опытным художником-миниатюристом и известен миниатюрами к рукописям из коллекции династии Габсбургов. В 1582 году Хуфнагель сделал для эрцгерцога Фердинанда II Тирольского миссал с миниатюрами на полях. По просьбе императора Рудольфа II в период 1591—1594 годов им были добавлены миниатюры к рукописи, называемой «Книга образцовых шрифтов» (Schriftmusterbuch; ныне находится в Музее истории искусств в Вене). Император также поручил Хуфнагелю проиллюстрировать «Памятники прекрасной каллиграфии» (Mira calligraphiae Monumenta, 1596; ныне находится в музее Гетти).
Когда книга попала в руки императора Рудольфа II, Хуфнагель добавил в неё иллюстрации в основном с изображениями растений, фруктов и цветов, но также мелких животных, насекомых и виды города. Далее он проиллюстрировал крохотные буквы алфавита гибридными существами и причудливыми масками. Считается, что миниатюрные иллюминации Хуфнагеля продолжают раннюю фламандскую традицию и, в частности, иллюминации рукописей Гента-Брюгге XV и XVI веков. Это отражается в его тщательной манере рисования, использовании приёмов «обманки», таких как отбрасываемые тени или стебли, проскальзывающие через воображаемые прорези на страницах. Хуфнагель стремился продемонстрировать свою виртуозность в изображении мельчайших деталей, а также склонность к сложным предметам, таким как разрезанное пополам яблоко, расколотый стручок фасоли, насекомое или рептилия с переливающейся кожей. «Используя обширные ресурсы живописного иллюзионизма, Хуфнагель стремился продемонстрировать своими иллюстрациями превосходящую аффективную силу изображений по сравнению с письменным словом. Таким образом, он доказывал превосходство одного вида искусства над другим. Книга представляет собой один из последних важных примеров иллюминирования манускриптов, созданный в то время, когда печатные книги практически заменили рукописи».
Хуфнагель выбрал своим девизом слова: «natura magistra» (природа — учитель). Это отражает его интерес к натуралистическому изображению природы. Ещё до отъезда из Антверпена он начал серию миниатюрных рисунков животных. Постепенно эта естественная история была собрана в четырёхтомную рукопись (листы, датированные 1575—1582 годами, хранятся в различных музеях, включая Национальную галерею искусств в Вашингтоне, Гравюрный кабинет в Берлине, в Лувре, Париже и разных частных коллекциях). Рукопись называлась «Рациональные животные и насекомые (огонь); четвероногие животные и рептилии (земля); водные и моллюски (вода); летающие и земноводные животные (воздух)» (Animalia rationalia et insecta (ignis); Animalia quadrupedia et reptilia (terra); Animalia aquatilia et conchiliata (aqua); and Animalia volatilia et amphibia (aier). Это произведение включает детальные изображения тысяч животных, разделённых по «четырём элементам». Поэтому книгу называют просто «Четыре элемента». Она содержит около трёхсот миниатюр и около тысячи надписей.

«Хофнагеля можно было бы считать одним из первых „натуралистов“ при дворе. Под именем „натуралистов“ в кругу Рудольфа II подразумевали мастеров, главной темой которых была тщательная и реалистическая точная передача явлений природы, будь то растение, минерал или рог нарвала. Увлечение самого императора природными феноменами, необходимость систематизировать наблюдения и собранные в кунсткамере образцы флоры и фауны в их наиболее диковинных проявлениях вызвали к жизни особый вид творчества, где интересы учёного-натуралиста гармонично соединялись с эстетической задачей. Это было очень специфическое искусство, в котором ощущение первооткрывательства, живой и любовный интерес к каждому проявлению Универсума — а также незаурядное мастерство художника-миниатюриста — сделали из сухих дидактических иллюстраций к научному трактату художественно оригинальное явление… За каллиграфические труды мастер получил не только титул „натуралиста“, но и „иероглифика“» 
.
Йорис Хуфнагель часто копировал работы других художников, включая серию рисунков антверпенского художника-анималиста Ханса Верхагена ден Стоммена или гравюры на дереве из пятитомного труда «История животных» (Historiae animalium, 1551—1587) Конрада Гесснера.
В 1592 году во Франкфурте-на-Майне Якоб Хуфнагель опубликовал книгу «Прообразы произведений отца Георгия Хуфнагеля» (Archetypa studiaque patris Georgii Hoefnagelii). Гравюры книги с пояснительными надписями, созданные Якобом по рисункам отца, в сущности, представляют собой сборник эмблем. Сорок восемь гравюр с изображениями растений, насекомых и мелких животных, показанных «подобно живым» (ad vivum), разделены на четыре части по двенадцать пластин (каждая с отдельным фронтисписом), награвированы Якобом Хуфнагелем по эскизам Йориса Хуфнагеля.
Хуфнагель сыграл важную роль в развитии натюрморта, в частности, цветочного, как самостоятельной жанровой разновидности живописи. Хуфнагель оживлял свои цветочные композиции насекомыми и вниманием к деталям, типичным для его исследований природы. Утверждается также, что иллюминации рукописей Йориса Хуфнагеля, гравюры из «Archetypa studiaque» и некоторые рисунки на пергаменте, независимые от какого-либо текста (например, «Цветочный натюрморт с насекомыми» 1594 года, Музей Эшмола), легли в основу последующей живописной традиции. Предполагается, что это влияние сыграло важную роль, в частности, в развитии типичного голландского жанра натюрмортов с цветами, ракушками и насекомыми. После смерти художника часть его наследия была завещана семье Гюйгенс, где его произведения увидел голландский живописец фламандского происхождения Якоб де Гейн Второй, который стал одним из первых художников цветочных натюрмортов.

## Галерея

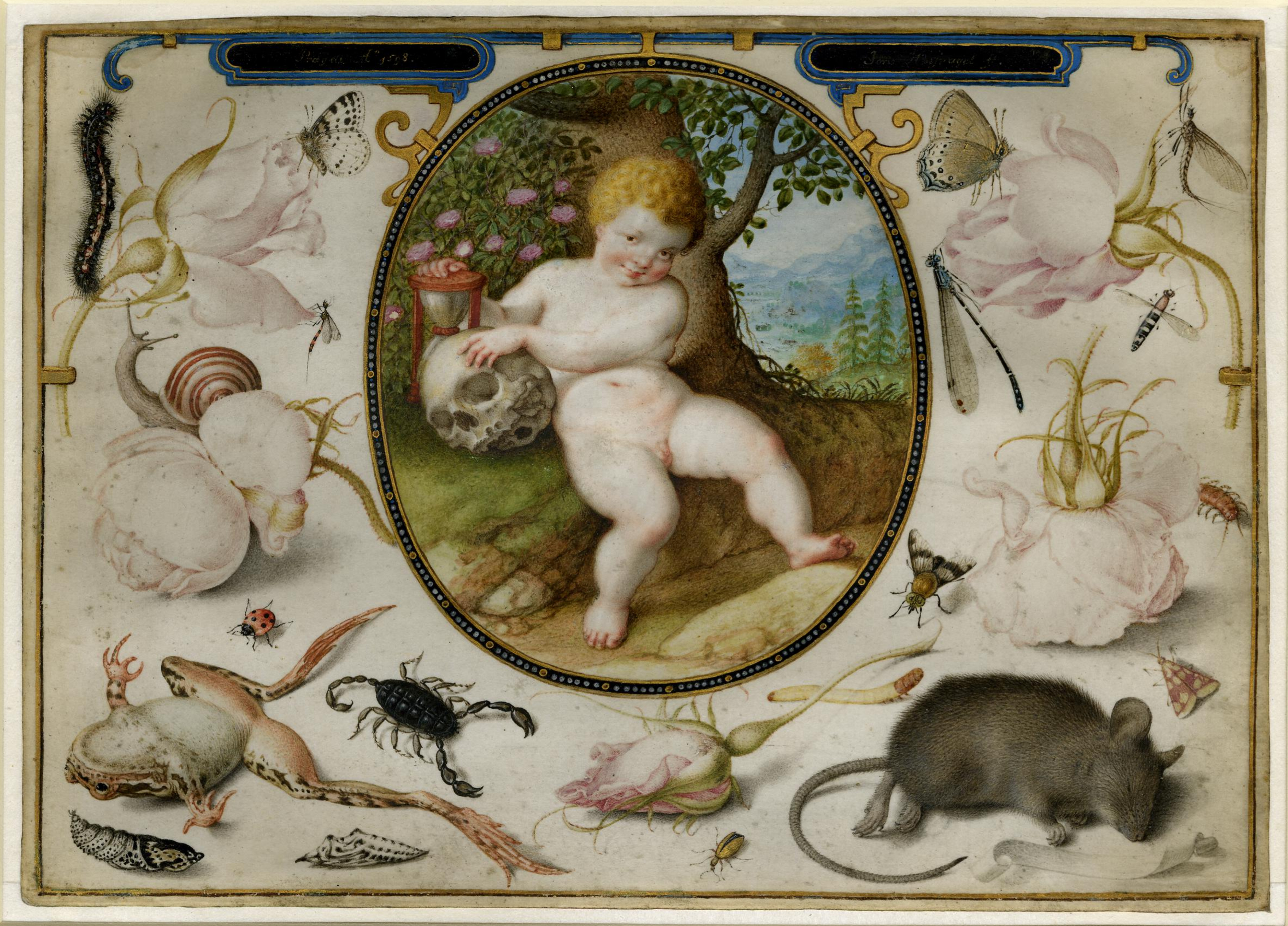
Аллегория жизни и смерти (Ванитас). Ок. 1598. Пергамент, акварель, гуашь, золочение. Британский музей, Лондон
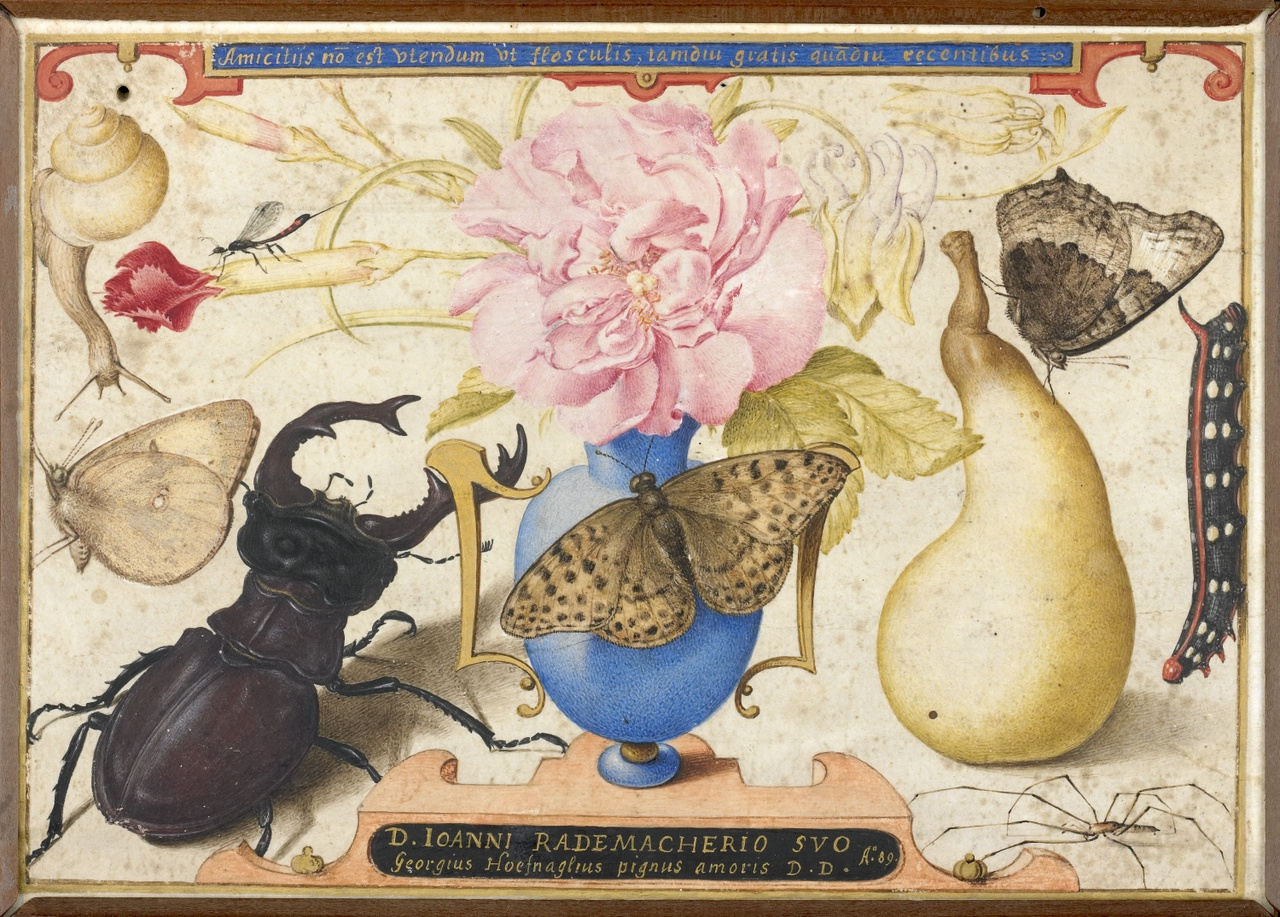
Аллегория для Иоанна Радермахера. 1595. Пергамент, акварель, гуашь. Музей Зеландии, Мидделбург, Нидерланды
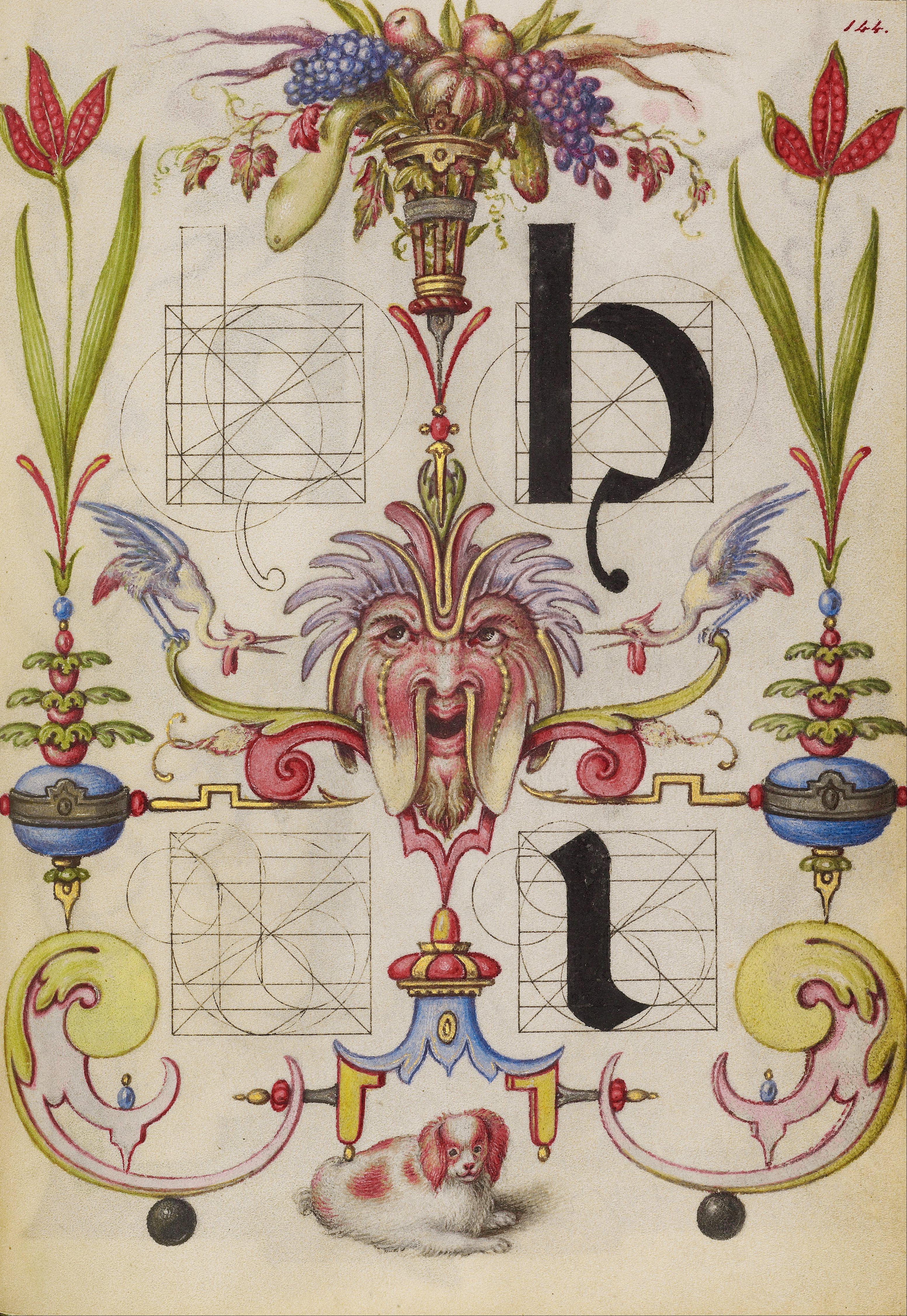
Руководство по построению букв H и I. Из издания «Mira calligraphiae monumenta». Между 1591 и 1596. Пергамент, перо, чернила, гуашь, золото, серебро. Центр Гетти, Лос-Анджелес
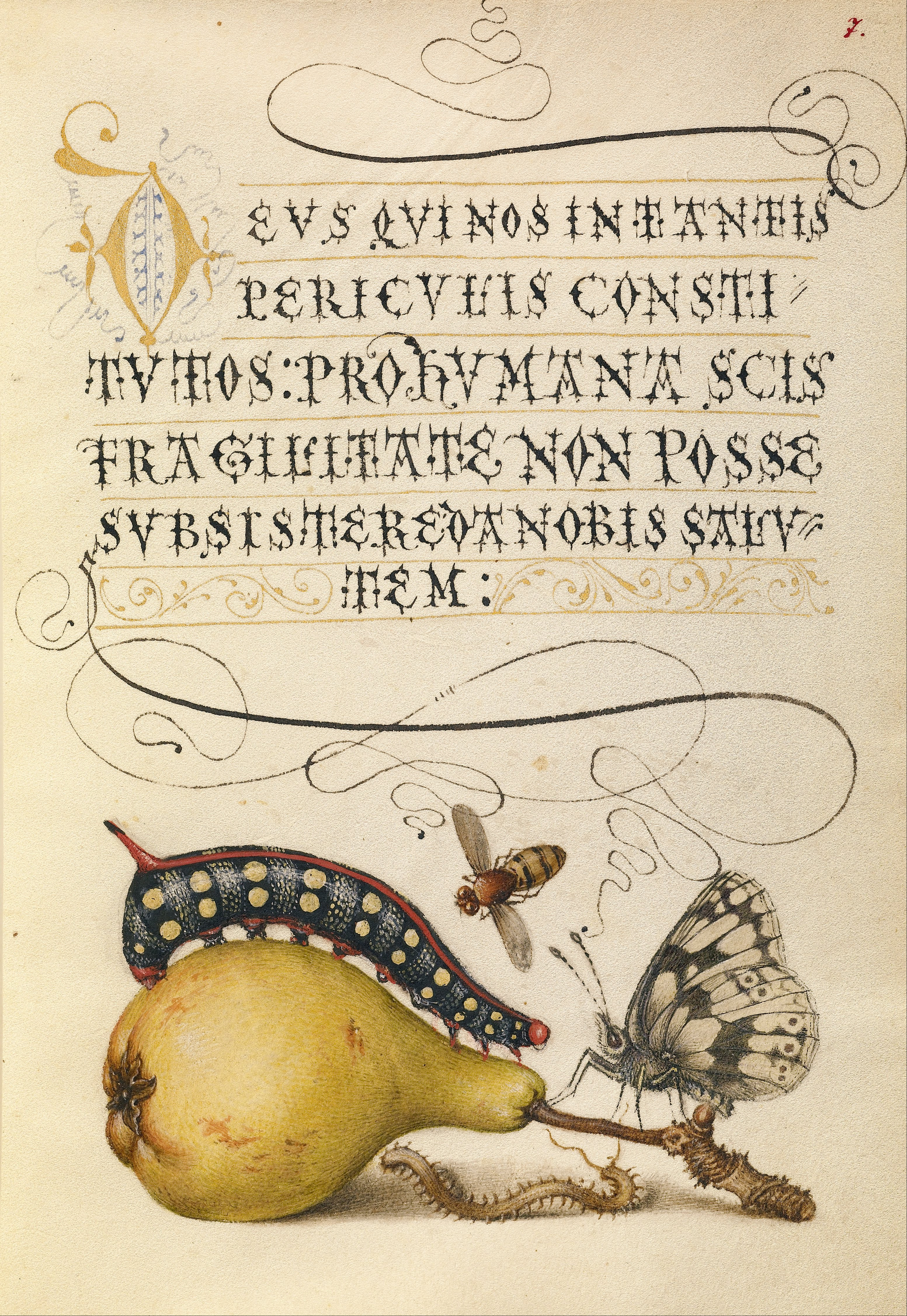
Муха, гусеница, бабочка, груша и многоножка. Между 1591 и 1596. Пергамент, перо, чернила, гуашь, золото, серебро. Центр Гетти, Лос-Анджелес
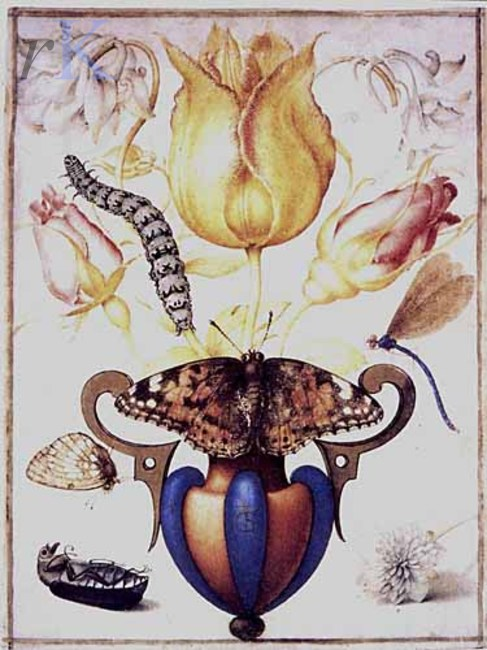
Цветочный натюрморт с насекомыми. 1594. Пергамент, кисть, акварель. Музей Эшмола, Оксфорд
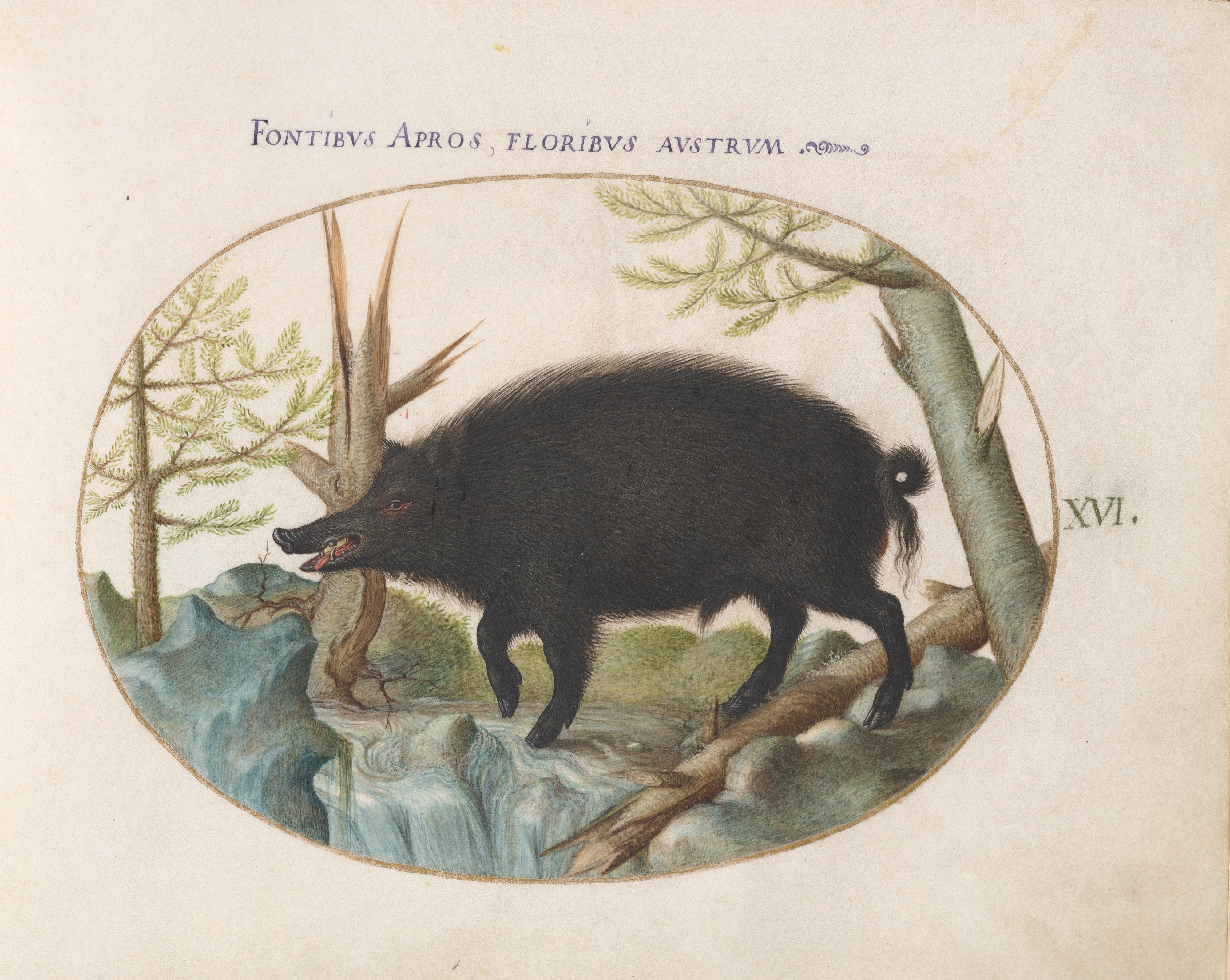
Миниатюра издания «Animalia quadrupedia et reptilia». Лист XVI: Земля. 1575—1582
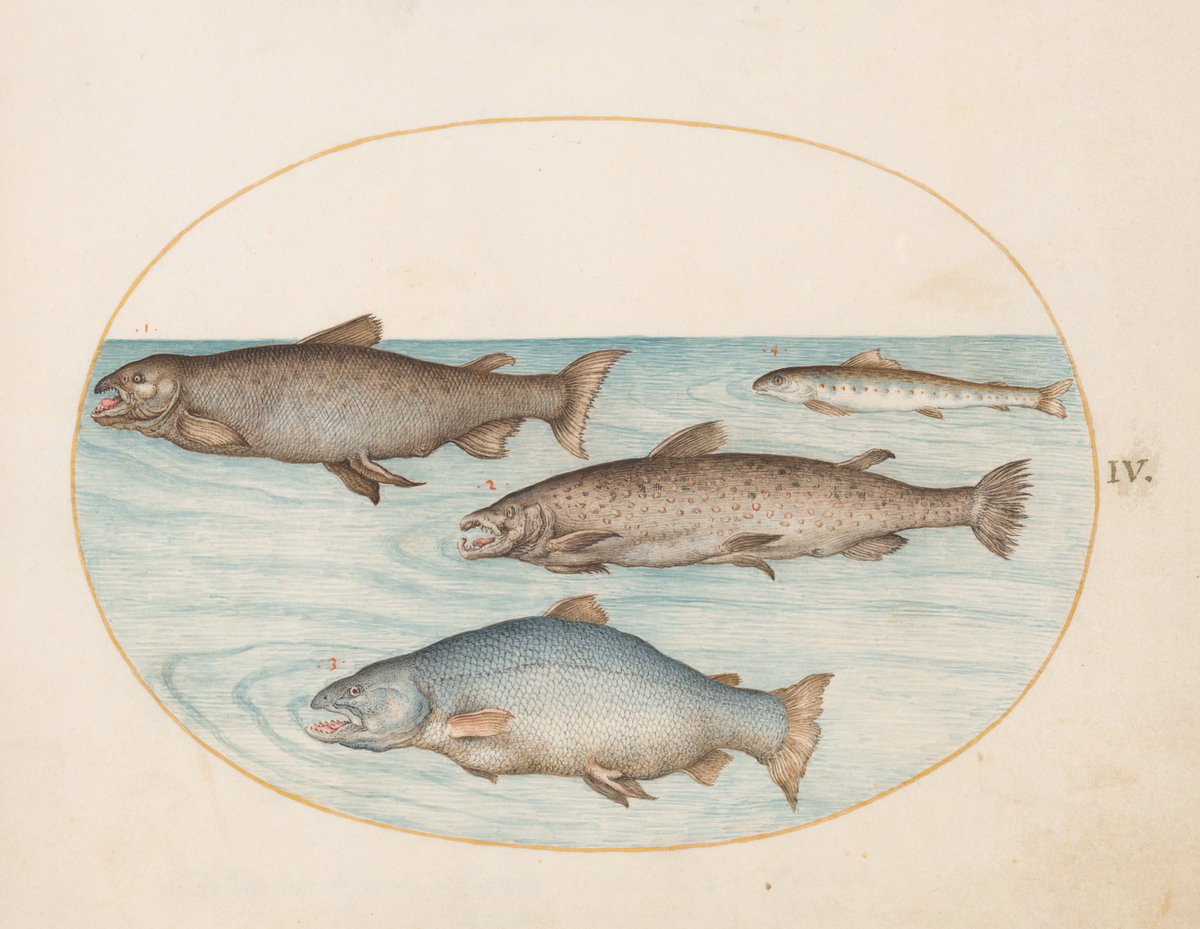
Миниатюра издания «Animalia Aqvatilia et Cochiliata». Лист IV: Вода. 1575—1582